# Полосатая цивета
Полосатая цивета, или полосатая циветта (англ. Hemigalus derbyanus) — вид млекопитающих из семейства виверровых (Viverridae). Видовое название дано в честь английского графа Эдварда Смита-Стэнли Дерби (1752—1834).

## Описание
Длина головы и тела: от 40 до 60 см, длина хвоста: 25-38 см, вес: 1,75—3 кг. Цвет тела, обычно от бледного буро-жёлтого до золотисто-коричневого, низ бледный, с резкими тёмно-коричневыми или чёрными полосами поперек спины и темными продольными полосами на шее и лице. Некоторые особи светло-серые, в то время как другие могут быть красноватыми. Хвост в основном тёмно-коричневый, полосатый только у основания. На пальцах сильно изогнутые когти, втягиваются, как у кошки.

## Распространение
Ареал — Юго-Восточная Азия: Индонезия (Калимантан, Суматра), Малайзия (полуостров Малакка, Сабах, Саравак), Мьянма, Таиланд. Вид был зарегистрирован в первичном низменном влажном лесу, а также в торфяных болотных лесах и плантациях акаций. На Борнео, были обнаружены на высоте 1200 метров.

## Образ жизни
Ведёт ночной образ жизни. Живёт и питается в основном на земле, но спит в норах или на деревьях. Питается червями, насекомыми и другими мелкими животными, как беспозвоночными так и позвоночными. В неволе также едят фрукты, не строят гнезда и маркируют территорию запахом. Продолжительность жизни в неволе около 18 лет.

## Генетика
Кариотип характеризуется диплоидным числом, 2n = 42.

## Угрозы и охрана
Потерю и деградацию среды обитания можно считать основными угрозами для этого вида. Охота и торговля, также является существенной угрозой. Защищен законом в Малайзии, Таиланде, Брунее, Индонезии и в Мьянме. Проживает во многих природоохранных областях по всему ареалу.